# Fake your death
«Fake your death» es una canción de la banda estadounidense de rock My Chemical Romance, creada para su inconcluso quinto álbum de estudio y publicada, finalmente, en el álbum recopilatorio May death never stop you, en 2014. Era considerada la última canción en la historia de la banda (hasta la salida de «The foundations of decay» en 2022) y fue lanzada alrededor de un año después de su separación.

## Contenido
James Montgomery de MTV.com definió a «Fake your death» como «una balada agridulce», basada en un «prominente piano y aplausos rítmicos». Asimismo, dijo que «es exactamente el tipo de despedida dramática y grandilocuente que esperarías de una banda que se relacionó casi exclusivamente con lo teatral» y que en ella el líder Gerard Way aparentemente reflexiona «acerca del ascenso de la banda, mientras, al mismo tiempo, ofrece una despedida a los fervientes fanes de MCR», lo cual respalda con las siguientes letras de la canción: «You want the heart, oh, to be saved / but even good guys still get paid / so watch my back / and keep the blade / I think it got you laid»; expresó también que la canción tiene «un estribillo ascendente en que Way se lamenta diciendo “just look at all that pain” (en español, “solo mira todo ese dolor”), mientras los guitarristas Ray Toro y Frank Iero crean una cacofonía de acordes y solos triunfantes».
Montgomery mencionó que «Fake your death» le recordaba, «al menos en cuanto al ámbito y al sentimiento», a «la era de My Chemical Romance de Black Parade inspirada en Queen».
Dentro de May death never stop you, en su formato físico, hay declaraciones de los miembros de la banda sobre cada una de las canciones que conforman la recopilación, salvo en el caso de «Fake your death». Sin embargo, Way escribió en internet una reflexión acerca de ella, en la que manifestó: «[Después de escuchar nuevamente las palabras junto con la música,] tuve un extraño sentimiento de orgullo respecto de cuán honesta era, y no pude recordar a ninguna banda que haya grabado una canción de esta naturaleza, siendo tan autoconscientes. Terminar se sintió como algo honesto, y lo honesto siempre se siente como algo nuevo».

## Video
En la página de YouTube de la banda, «Fake your death» sirve como acompañamiento en un tráiler del álbum recopilatorio May death never stop you. El tráiler muestra grabaciones de muchos videoclips de la banda, entre ellos, de «I'm not okay (I promise)» (2004) o de su cuarto álbum, Danger days: the true lives of the Fabulous Killjoys (2010).

## Recepción comercial
«Fake your death» alcanzó en marzo la posición 47 en la lista musical Hot Rock Songs, elaborada por la revista Billboard.